# 全国高等学校選抜アイスホッケー大会
全国高等学校選抜アイスホッケー大会（ぜんこくこうとうがっこうせんばつ―たいかい）は、苫小牧市と日本アイスホッケー連盟の共催による高校アイスホッケーの全国大会である。

## 概略
総務省と文部科学省が推進する「スポーツ拠点づくり推進事業」の一環で、苫小牧市スポーツ都市宣言40周年となる2006年11月に第1回開催。第2回は2007年8月開催となった。大会は2015年までの10年間、苫小牧で継続開催となることが決められ、2016年以降も苫小牧で開催されている。
「氷上の甲子園」と題し､高校総体と並ぶビッグイベントを目指している。

### 第16回大会の出来事
2020年に予定していた第15回大会は、新型コロナウイルス感染症の拡大のため中止となった。2021年の第16回大会は、8月3日-8日の日程で苫小牧市白鳥アリーナを中心に開催されたが、大会期間中に新型コロナウイルス感染症のクラスターが発生。当時、日本最大規模の150人の陽性判定者を出した。
後日、感染の拡大を重く見た日本アイスホッケー連盟は、リンク内の空気の滞留状況などを調査し、アイスホッケー会場における換気対策の下地作りを行った。

## 大会結果
| 回 | 年     | 優勝校                    | スコア       | 準優勝校             |
| -- | ------ | ------------------------- | ------------ | -------------------- |
| 1  | 2006年 | 駒大苫小牧（北海道）      | 2 - 0        | 苫小牧東（北海道）   |
| 2  | 2007年 | 八戸工大一（青森）        | 4 - 0        | 武修館（北海道）     |
| 3  | 2008年 | 駒大苫小牧（北海道）      | 5 - 0        | 埼玉栄（埼玉）       |
| 4  | 2009年 | 駒大苫小牧（北海道）      | 3 - 1        | 埼玉栄（埼玉）       |
| 5  | 2010年 | 駒大苫小牧（北海道）      | 4 - 1        | 埼玉栄（埼玉）       |
| 6  | 2011年 | 駒大苫小牧（北海道）      | 3 - 1        | 北海道清水（北海道） |
| 7  | 2012年 | 白樺学園（北海道）        | 4 - 3        | 駒大苫小牧（北海道） |
| 8  | 2013年 | 駒大苫小牧（北海道）      | 5 - 2        | 白樺学園（北海道）   |
| 9  | 2014年 | 白樺学園（北海道）        | 3 - 2        | 駒大苫小牧（北海道） |
| 10 | 2015年 | 白樺学園（北海道）        | 3 - 2        | 武修館（北海道）     |
| 11 | 2016年 | 武修館（北海道）          | 4 - 1        | 白樺学園（北海道）   |
| 12 | 2017年 | 武修館（北海道）          | 2 - 1        | 白樺学園（北海道）   |
| 13 | 2018年 | 武修館（北海道）          | 4 - 0        | 北海道清水（北海道） |
| 14 | 2019年 | 白樺学園（北海道）        | 4 - 1        | 埼玉栄（埼玉）       |
| 15 | 2020年 |                           | 中止         |                      |
| 16 | 2021年 | 武修館（北海道）          | 7 - 1        | 八戸工大一（青森）   |
| 17 | 2022年 | 八戸工大一（青森） 埼玉栄 |              | 両校優勝             |
| 18 | 2023年 | 武修館（北海道）          | 3 - 0        | 駒大苫小牧（北海道） |
| 19 | 2024年 | 駒大苫小牧（北海道）      | 3 - 2        | 武修館（北海道）     |
| 20 | 2025年 | 武修館（北海道）          | align=center | 駒大苫小牧（北海道） |